# Jaren (kulle)
Jaren är en kulle i Antarktis. Den ligger i Östantarktis. Norge gör anspråk på området. Toppen på Jaren är 2 237 meter över havet.
Terrängen runt Jaren är varierad. Trakten är obefolkad. Det finns inga samhällen i närheten. 